# Botola 1 Pro 2012-2013
La Botola 1 Pro 2012-13 è stata la 57 edizione della massima divisione del Campionato marocchino di calcio. In questa stagione han giocato 16 squadre per 30 giornate, per un totale di 240 partite. I primi due club hanno avuto accesso alla CAF Champions League 2013, il terzo posto ha partecipato alla Coppa della Confederazione CAF 2013, il quarto posto ha partecipato alla Champions League araba 2012, invece gli ultimi due sono retrocessi alla Botola 2 Pro 2013-2014. Inoltre in questa stagione la squadra campione si è qualificata alla Coppa del mondo per club FIFA 2013, in qualità di rappresentante del paese ospitante. La squadra campione in carica era il Moghreb Athletic Tétouan che ha vinto il suo primo titolo nella storia.

## Squadre partecipanti
| Club                      | Città       | Stadio                          | Stagione               | 2011-12 |
| ------------------------- | ----------- | ------------------------------- | ---------------------- | ------- |
| Raja Casablanca           | Casablanca  | Stade Mohamed V                 | Botola 1 Pro 2011-2012 | 4°      |
| Difaâ d'El Jadida         | El Jadida   | Stadio El Abdi                  | Botola 1 Pro 2011-2012 | 5°      |
| Far Rabat                 | Rabat       | Stade de prince moulay abdellah | Botola 1 Pro 2011-2012 | 7°      |
| Wydad Casablanca          | Casablanca  | Stade Mohamed V                 | Botola 1 Pro 2011-2012 | 3°      |
| Olympique de Khouribga    | Khouribga   | Stadio di Phosphate             | Botola 1 Pro 2011-2012 | 10°     |
| Moghreb Athletic Tétouan  | Tétouan     | Stadio Saniat Rmel              | Botola 1 Pro 2011-2012 | 1°      |
| Maghreb de Fes            | Fès         | Stadio di Fès                   | Botola 1 Pro 2011-2012 | 6°      |
| Club Omnisports De Meknès | Meknès      | Stadio d'honneur de Meknès      | Botola 1 Pro 2011-2012 | 8°      |
| Hassania Agadir           | Agadir      | Stadio Agadir                   | Botola 1 Pro 2011-2012 | 11°     |
| Renaissance Berkane       | Berkane     | Stade Municipal de Berkane      | Botola 2 2011-2012     | 1°      |
| Olympique Club de Safi    | Safi        | Stadio El Massira               | Botola 1 Pro 2011-2012 | 9°      |
| Raja Beni Mellal          | Béni Mellal | Stade d'honneur de Beni Mellal  | Botola 2 2011-2012     | 2°      |
| Chabab Rif al Hoceima     | Al Hoceima  | Stadio Mimoun Al Arsi           | Botola 1 Pro 2011-2012 | 13°     |
| Kénitra Athlétic Club     | Kenitra     | Stadio municipale di Kénitra    | Botola 1 Pro 2011-2012 | 12°     |
| Fath Union Sport de Rabat | Rabat       | Stade de prince moulay abdellah | Botola 1 Pro 2011-2012 | 2°      |
| Wydad Fes                 | Fès         | Stadio di Fès                   | Botola 1 Pro 2011-2012 | 14°     |

## Classifica
|     | Classifica 2012-2013 | Pti | G  | V  | N  | P  | GF | GS | DR  |
| --- | -------------------- | --- | -- | -- | -- | -- | -- | -- | --- |
| 1.  | Raja Casablanca      | 66  | 30 | 19 | 9  | 2  | 56 | 24 | +32 |
| 2.  | FAR Rabat            | 62  | 30 | 17 | 11 | 3  | 34 | 18 | +16 |
| 3.  | Maghreb Fès          | 48  | 30 | 11 | 15 | 4  | 36 | 27 | +9  |
| 4.  | Wydad Casablanca     | 48  | 30 | 13 | 9  | 8  | 31 | 22 | +9  |
| 5.  | Moghreb Tétouan      | 46  | 30 | 11 | 13 | 6  | 40 | 28 | +12 |
| 6.  | FUS Rabat            | 41  | 30 | 11 | 8  | 11 | 31 | 27 | +4  |
| 7.  | RS Berkane           | 40  | 30 | 10 | 10 | 10 | 30 | 31 | -1  |
| 8.  | CRA                  | 36  | 30 | 8  | 12 | 10 | 28 | 31 | -3  |
| 9.  | Difaâ El Jadida      | 35  | 30 | 9  | 8  | 13 | 28 | 32 | -4  |
| 10. | Hassania Agadir      | 34  | 30 | 5  | 19 | 6  | 24 | 29 | -5  |
| 11. | Wydad Fès            | 33  | 30 | 7  | 12 | 11 | 25 | 32 | -7  |
| 12. | Olympique Safi       | 32  | 30 | 7  | 11 | 12 | 36 | 48 | -12 |
| 13. | Ol. Khouribga        | 30  | 30 | 5  | 15 | 10 | 27 | 33 | -5  |
| 14. | Kénitra              | 27  | 30 | 5  | 12 | 13 | 23 | 35 | -12 |
| 15. | CODM Meknès          | 25  | 30 | 5  | 10 | 15 | 25 | 40 | -15 |
| 16. | Raja Beni Mellal     | 24  | 30 | 4  | 12 | 12 | 22 | 42 | -20 |

Legenda:

      Campione del Marocco e ammessa alla CAF Champions League 2014 e alla Coppa del mondo per club FIFA 2013

      Ammessa alla CAF Champions League 2014

      Ammessa alla Coppa della Confederazione CAF 2014

      Retrocesse in Botola 2 2013-2014

## Classifica Marcatori
| Posto | Nome giocatore | Club | Gol |
| ----- | -------------- | ---- | --- |
| 1     |                |      |     |
| 2     |                |      |     |
| 3     |                |      |     |
| 4     |                |      |     |
| 5     |                |      |     |